# 기니 축구 국가대표팀
기니 축구 국가대표팀(프랑스어: Équipe de football du Guinée)은 기니를 대표하는 축구 국가대표팀으로 기니 축구 연맹에서 관리하고 있다. 1962년 5월 9일 토고와의 국제 A매치 데뷔전에서 1-2로 패했으며 홈 구장으로는 스타드 제네랄 란사나 콩데를 사용하고 있다.

## 국제 대회 경력

### FIFA 월드컵
현재까지 월드컵 본선 경험은 없지만 2006년 FIFA 월드컵 아프리카 지역 예선 12경기에서 7승 2무 3패로 기니 축구 역사상 월드컵 지역 예선 최다 승점 기록을 경신했고 아울러 20골로 월드컵 지역 예선 최다 득점 기록도 갈아치웠다.

### 아프리카 네이션스컵
아프리카 네이션스컵 본선에는 총 12번 출전하여 이 중 1976년 대회에서 준우승을 차지하며 역대 메이저 대회 최고 성적을 기록했고 2000년대 이후에는 4번의 대회에서 8강에 이름을 올렸다.

### 아프리카 네이션스 챔피언십
자국 리그 선수들만 참가할 수 있는 아프리카 네이션스 챔피언십 본선에는 2번 출전하여 2016년 대회에서 4위에 이름을 올렸고 그 다음 대회인 2018년 대회에서는 1승 2패로 8강 진출에 실패했다.

## 기타 국제 대회 경력
올아프리카 게임 축구에는 U-23 대표팀으로 2011년 대회에 참가했지만 그나마도 조별리그에서 탈락했고 아밀카르 카브랄컵에서는 6번의 대회에서 결승에 진출하여 5번의 우승과 1번의 준우승을 차지했다.

## FIFA 월드컵 (본선)
| 년도   | 결과                                            | 순위                                            | 경기                                            | 승                                              | 무*                                             | 패                                              | 득점                                            | 실점                                            | 승점                                            |
| ------ | ----------------------------------------------- | ----------------------------------------------- | ----------------------------------------------- | ----------------------------------------------- | ----------------------------------------------- | ----------------------------------------------- | ----------------------------------------------- | ----------------------------------------------- | ----------------------------------------------- |
| 1930년 | 독립 이전                                       | 독립 이전                                       | 독립 이전                                       | 독립 이전                                       | 독립 이전                                       | 독립 이전                                       | 독립 이전                                       | 독립 이전                                       | 독립 이전                                       |
| 1934년 | 독립 이전                                       | 독립 이전                                       | 독립 이전                                       | 독립 이전                                       | 독립 이전                                       | 독립 이전                                       | 독립 이전                                       | 독립 이전                                       | 독립 이전                                       |
| 1938년 | 독립 이전                                       | 독립 이전                                       | 독립 이전                                       | 독립 이전                                       | 독립 이전                                       | 독립 이전                                       | 독립 이전                                       | 독립 이전                                       | 독립 이전                                       |
| 1950년 | 독립 이전                                       | 독립 이전                                       | 독립 이전                                       | 독립 이전                                       | 독립 이전                                       | 독립 이전                                       | 독립 이전                                       | 독립 이전                                       | 독립 이전                                       |
| 1954년 | 독립 이전                                       | 독립 이전                                       | 독립 이전                                       | 독립 이전                                       | 독립 이전                                       | 독립 이전                                       | 독립 이전                                       | 독립 이전                                       | 독립 이전                                       |
| 1958년 | 독립 이전                                       | 독립 이전                                       | 독립 이전                                       | 독립 이전                                       | 독립 이전                                       | 독립 이전                                       | 독립 이전                                       | 독립 이전                                       | 독립 이전                                       |
| 1962년 | 없음                                            | 없음                                            | 없음                                            | 없음                                            | 없음                                            | 없음                                            | 없음                                            | 없음                                            | 없음                                            |
| 1966년 | 기권                                            | 기권                                            | 기권                                            | 기권                                            | 기권                                            | 기권                                            | 기권                                            | 기권                                            | 기권                                            |
| 1970년 | FIFA로부터 참가를 거절당함                      | FIFA로부터 참가를 거절당함                      | FIFA로부터 참가를 거절당함                      | FIFA로부터 참가를 거절당함                      | FIFA로부터 참가를 거절당함                      | FIFA로부터 참가를 거절당함                      | FIFA로부터 참가를 거절당함                      | FIFA로부터 참가를 거절당함                      | FIFA로부터 참가를 거절당함                      |
| 1974년 | 예선 탈락                                       | 예선 탈락                                       | 예선 탈락                                       | 예선 탈락                                       | 예선 탈락                                       | 예선 탈락                                       | 예선 탈락                                       | 예선 탈락                                       | 예선 탈락                                       |
| 1978년 | 예선 탈락                                       | 예선 탈락                                       | 예선 탈락                                       | 예선 탈락                                       | 예선 탈락                                       | 예선 탈락                                       | 예선 탈락                                       | 예선 탈락                                       | 예선 탈락                                       |
| 1982년 | 예선 탈락                                       | 예선 탈락                                       | 예선 탈락                                       | 예선 탈락                                       | 예선 탈락                                       | 예선 탈락                                       | 예선 탈락                                       | 예선 탈락                                       | 예선 탈락                                       |
| 1986년 | 예선 탈락                                       | 예선 탈락                                       | 예선 탈락                                       | 예선 탈락                                       | 예선 탈락                                       | 예선 탈락                                       | 예선 탈락                                       | 예선 탈락                                       | 예선 탈락                                       |
| 1990년 | 예선 탈락                                       | 예선 탈락                                       | 예선 탈락                                       | 예선 탈락                                       | 예선 탈락                                       | 예선 탈락                                       | 예선 탈락                                       | 예선 탈락                                       | 예선 탈락                                       |
| 1994년 | 예선 탈락                                       | 예선 탈락                                       | 예선 탈락                                       | 예선 탈락                                       | 예선 탈락                                       | 예선 탈락                                       | 예선 탈락                                       | 예선 탈락                                       | 예선 탈락                                       |
| 1998년 | 예선 탈락                                       | 예선 탈락                                       | 예선 탈락                                       | 예선 탈락                                       | 예선 탈락                                       | 예선 탈락                                       | 예선 탈락                                       | 예선 탈락                                       | 예선 탈락                                       |
| 2002년 | 실격 (예선 진행 도중에 FIFA에 의해 실격 처리됨) | 실격 (예선 진행 도중에 FIFA에 의해 실격 처리됨) | 실격 (예선 진행 도중에 FIFA에 의해 실격 처리됨) | 실격 (예선 진행 도중에 FIFA에 의해 실격 처리됨) | 실격 (예선 진행 도중에 FIFA에 의해 실격 처리됨) | 실격 (예선 진행 도중에 FIFA에 의해 실격 처리됨) | 실격 (예선 진행 도중에 FIFA에 의해 실격 처리됨) | 실격 (예선 진행 도중에 FIFA에 의해 실격 처리됨) | 실격 (예선 진행 도중에 FIFA에 의해 실격 처리됨) |
| 2006년 | 예선 탈락                                       | 예선 탈락                                       | 예선 탈락                                       | 예선 탈락                                       | 예선 탈락                                       | 예선 탈락                                       | 예선 탈락                                       | 예선 탈락                                       | 예선 탈락                                       |
| 2010년 | 예선 탈락                                       | 예선 탈락                                       | 예선 탈락                                       | 예선 탈락                                       | 예선 탈락                                       | 예선 탈락                                       | 예선 탈락                                       | 예선 탈락                                       | 예선 탈락                                       |
| 2014년 | 예선 탈락                                       | 예선 탈락                                       | 예선 탈락                                       | 예선 탈락                                       | 예선 탈락                                       | 예선 탈락                                       | 예선 탈락                                       | 예선 탈락                                       | 예선 탈락                                       |
| 2018년 | 예선 탈락                                       | 예선 탈락                                       | 예선 탈락                                       | 예선 탈락                                       | 예선 탈락                                       | 예선 탈락                                       | 예선 탈락                                       | 예선 탈락                                       | 예선 탈락                                       |
| 합계   |                                                 |                                                 |                                                 |                                                 |                                                 |                                                 |                                                 |                                                 |                                                 |

## FIFA 월드컵 (예선)
| 1930년 | 독립 이전                                    | 독립 이전                                    | 독립 이전                                    | 독립 이전                                    | 독립 이전                                    | 독립 이전                                    | 독립 이전                                    |                                              |                                              |
| 1934년 | 독립 이전                                    | 독립 이전                                    | 독립 이전                                    | 독립 이전                                    | 독립 이전                                    | 독립 이전                                    | 독립 이전                                    |                                              |                                              |
| 1938년 | 독립 이전                                    | 독립 이전                                    | 독립 이전                                    | 독립 이전                                    | 독립 이전                                    | 독립 이전                                    | 독립 이전                                    |                                              |                                              |
| 1950년 | 독립 이전                                    | 독립 이전                                    | 독립 이전                                    | 독립 이전                                    | 독립 이전                                    | 독립 이전                                    | 독립 이전                                    |                                              |                                              |
| 1954년 | 독립 이전                                    | 독립 이전                                    | 독립 이전                                    | 독립 이전                                    | 독립 이전                                    | 독립 이전                                    | 독립 이전                                    |                                              |                                              |
| 1958년 | 독립 이전                                    | 독립 이전                                    | 독립 이전                                    | 독립 이전                                    | 독립 이전                                    | 독립 이전                                    | 독립 이전                                    |                                              |                                              |
| 1962년 | 없음                                         | 없음                                         | 없음                                         | 없음                                         | 없음                                         | 없음                                         | 없음                                         |                                              |                                              |
| 1966년 | 기권                                         | 기권                                         | 기권                                         | 기권                                         | 기권                                         | 기권                                         | 기권                                         |                                              |                                              |
| 1970년 | FIFA로부터 참가를 거절당함                   | FIFA로부터 참가를 거절당함                   | FIFA로부터 참가를 거절당함                   | FIFA로부터 참가를 거절당함                   | FIFA로부터 참가를 거절당함                   | FIFA로부터 참가를 거절당함                   | FIFA로부터 참가를 거절당함                   |                                              |                                              |
| 1974년 | 4                                            | 1                                            | 1                                            | 2                                            | 6                                            | 5                                            | 4                                            |                                              |                                              |
| 1978년 | 7                                            | 5                                            | 0                                            | 2                                            | 11                                           | 7                                            | 15                                           |                                              |                                              |
| 1982년 | 6                                            | 2                                            | 3                                            | 1                                            | 6                                            | 4                                            | 9                                            |                                              |                                              |
| 1986년 | 2                                            | 1                                            | 0                                            | 1                                            | 1                                            | 2                                            | 3                                            |                                              |                                              |
| 1990년 | 2                                            | 1                                            | 0                                            | 1                                            | 3                                            | 5                                            | 3                                            |                                              |                                              |
| 1994년 | 6                                            | 2                                            | 0                                            | 4                                            | 8                                            | 7                                            | 6                                            |                                              |                                              |
| 1998년 | 8                                            | 5                                            | 0                                            | 3                                            | 15                                           | 9                                            | 15                                           |                                              |                                              |
| 2002년 | 2                                            | 1                                            | 1                                            | 0                                            | 7                                            | 4                                            | 4                                            |                                              |                                              |
| 2006년 | 12                                           | 7                                            | 2                                            | 3                                            | 20                                           | 13                                           | 23                                           |                                              |                                              |
| 2010년 | 12                                           | 4                                            | 2                                            | 6                                            | 16                                           | 19                                           | 14                                           |                                              |                                              |
| 2014년 | 6                                            | 3                                            | 1                                            | 2                                            | 12                                           | 8                                            | 10                                           |                                              |                                              |
| 2018년 | 8                                            | 3                                            | 0                                            | 5                                            | 9                                            | 14                                           | 9                                            |                                              |                                              |
| 합계   | 75                                           | 35                                           | 10                                           | 30                                           | 114                                          | 97                                           | 115                                          |                                              |                                              |
| 순위   | 월드컵 예선 승점 순위 : 75위 (아프리카 11위) | 월드컵 예선 승점 순위 : 75위 (아프리카 11위) | 월드컵 예선 승점 순위 : 75위 (아프리카 11위) | 월드컵 예선 승점 순위 : 75위 (아프리카 11위) | 월드컵 예선 승점 순위 : 75위 (아프리카 11위) | 월드컵 예선 승점 순위 : 75위 (아프리카 11위) | 월드컵 예선 승점 순위 : 75위 (아프리카 11위) | 월드컵 예선 승점 순위 : 75위 (아프리카 11위) | 월드컵 예선 승점 순위 : 75위 (아프리카 11위) |

## 아프리카 네이션스컵(본선)
| 아프리카 네이션스컵 본선 기록 | 아프리카 네이션스컵 본선 기록        | 아프리카 네이션스컵 본선 기록        | 아프리카 네이션스컵 본선 기록        | 아프리카 네이션스컵 본선 기록        | 아프리카 네이션스컵 본선 기록        | 아프리카 네이션스컵 본선 기록        | 아프리카 네이션스컵 본선 기록        | 아프리카 네이션스컵 본선 기록        | 아프리카 네이션스컵 본선 기록        |
| 년도                          | 결과                                 | 순위                                 | 경기                                 | 승                                   | 무                                   | 패                                   | 득점                                 | 실점                                 | 승점                                 |
| ----------------------------- | ------------------------------------ | ------------------------------------ | ------------------------------------ | ------------------------------------ | ------------------------------------ | ------------------------------------ | ------------------------------------ | ------------------------------------ | ------------------------------------ |
| 1957년                        | 독립 이전                            | 독립 이전                            | 독립 이전                            | 독립 이전                            | 독립 이전                            | 독립 이전                            | 독립 이전                            | 독립 이전                            | 독립 이전                            |
| 1959년                        | 없음                                 | 없음                                 | 없음                                 | 없음                                 | 없음                                 | 없음                                 | 없음                                 | 없음                                 | 없음                                 |
| 1962년                        | 없음                                 | 없음                                 | 없음                                 | 없음                                 | 없음                                 | 없음                                 | 없음                                 | 없음                                 | 없음                                 |
| 1963년                        | 예선 통과 후 실격                    | 예선 통과 후 실격                    | 예선 통과 후 실격                    | 예선 통과 후 실격                    | 예선 통과 후 실격                    | 예선 통과 후 실격                    | 예선 통과 후 실격                    | 예선 통과 후 실격                    | 예선 통과 후 실격                    |
| 1965년                        | 예선 탈락                            | 예선 탈락                            | 예선 탈락                            | 예선 탈락                            | 예선 탈락                            | 예선 탈락                            | 예선 탈락                            | 예선 탈락                            | 예선 탈락                            |
| 1968년                        | 예선 탈락                            | 예선 탈락                            | 예선 탈락                            | 예선 탈락                            | 예선 탈락                            | 예선 탈락                            | 예선 탈락                            | 예선 탈락                            | 예선 탈락                            |
| 1970년                        | 조별리그                             | 6위                                  | 3                                    | 0                                    | 2                                    | 1                                    | 4                                    | 7                                    | 2                                    |
| 1972년                        | 예선 탈락                            | 예선 탈락                            | 예선 탈락                            | 예선 탈락                            | 예선 탈락                            | 예선 탈락                            | 예선 탈락                            | 예선 탈락                            | 예선 탈락                            |
| 1974년                        | 조별리그                             | 5위                                  | 3                                    | 1                                    | 1                                    | 1                                    | 4                                    | 4                                    | 4                                    |
| 1976년                        | 준우승                               | 2위                                  | 6                                    | 3                                    | 3                                    | 0                                    | 11                                   | 7                                    | 12                                   |
| 1978년                        | 예선 탈락                            | 예선 탈락                            | 예선 탈락                            | 예선 탈락                            | 예선 탈락                            | 예선 탈락                            | 예선 탈락                            | 예선 탈락                            | 예선 탈락                            |
| 1980년                        | 조별리그                             | 7위                                  | 3                                    | 0                                    | 1                                    | 2                                    | 3                                    | 5                                    | 1                                    |
| 1982년                        | 예선 탈락                            | 예선 탈락                            | 예선 탈락                            | 예선 탈락                            | 예선 탈락                            | 예선 탈락                            | 예선 탈락                            | 예선 탈락                            | 예선 탈락                            |
| 1984년                        | 예선 탈락                            | 예선 탈락                            | 예선 탈락                            | 예선 탈락                            | 예선 탈락                            | 예선 탈락                            | 예선 탈락                            | 예선 탈락                            | 예선 탈락                            |
| 1986년                        | 예선 탈락                            | 예선 탈락                            | 예선 탈락                            | 예선 탈락                            | 예선 탈락                            | 예선 탈락                            | 예선 탈락                            | 예선 탈락                            | 예선 탈락                            |
| 1988년                        | 예선 탈락                            | 예선 탈락                            | 예선 탈락                            | 예선 탈락                            | 예선 탈락                            | 예선 탈락                            | 예선 탈락                            | 예선 탈락                            | 예선 탈락                            |
| 1990년                        | 예선 탈락                            | 예선 탈락                            | 예선 탈락                            | 예선 탈락                            | 예선 탈락                            | 예선 탈락                            | 예선 탈락                            | 예선 탈락                            | 예선 탈락                            |
| 1992년                        | 예선 탈락                            | 예선 탈락                            | 예선 탈락                            | 예선 탈락                            | 예선 탈락                            | 예선 탈락                            | 예선 탈락                            | 예선 탈락                            | 예선 탈락                            |
| 1994년                        | 조별리그                             | 11위                                 | 2                                    | 0                                    | 0                                    | 2                                    | 1                                    | 3                                    | 0                                    |
| 1996년                        | 예선 탈락                            | 예선 탈락                            | 예선 탈락                            | 예선 탈락                            | 예선 탈락                            | 예선 탈락                            | 예선 탈락                            | 예선 탈락                            | 예선 탈락                            |
| 1998년                        | 조별리그                             | 9위                                  | 3                                    | 1                                    | 1                                    | 1                                    | 3                                    | 3                                    | 4                                    |
| 2000년                        | 예선 탈락                            | 예선 탈락                            | 예선 탈락                            | 예선 탈락                            | 예선 탈락                            | 예선 탈락                            | 예선 탈락                            | 예선 탈락                            | 예선 탈락                            |
| 2002년                        | 실격                                 | 실격                                 | 실격                                 | 실격                                 | 실격                                 | 실격                                 | 실격                                 | 실격                                 | 실격                                 |
| 2004년                        | 8강                                  | 7위                                  | 4                                    | 1                                    | 2                                    | 1                                    | 5                                    | 5                                    | 5                                    |
| 2006년                        | 8강                                  | 6위                                  | 4                                    | 3                                    | 0                                    | 1                                    | 9                                    | 4                                    | 9                                    |
| 2008년                        | 8강                                  | 8위                                  | 4                                    | 1                                    | 1                                    | 2                                    | 5                                    | 10                                   | 4                                    |
| 2010년                        | 예선 탈락                            | 예선 탈락                            | 예선 탈락                            | 예선 탈락                            | 예선 탈락                            | 예선 탈락                            | 예선 탈락                            | 예선 탈락                            | 예선 탈락                            |
| 2012년                        | 조별리그                             | 9위                                  | 3                                    | 1                                    | 1                                    | 1                                    | 7                                    | 3                                    | 4                                    |
| 2013년                        | 예선 탈락                            | 예선 탈락                            | 예선 탈락                            | 예선 탈락                            | 예선 탈락                            | 예선 탈락                            | 예선 탈락                            | 예선 탈락                            | 예선 탈락                            |
| 2015년                        | 8강                                  | 8위                                  | 4                                    | 0                                    | 3                                    | 1                                    | 3                                    | 6                                    | 3                                    |
| 2017년                        | 예선 탈락                            | 예선 탈락                            | 예선 탈락                            | 예선 탈락                            | 예선 탈락                            | 예선 탈락                            | 예선 탈락                            | 예선 탈락                            | 예선 탈락                            |
| 2019년                        | 16강                                 | 16위                                 | 4                                    | 1                                    | 1                                    | 2                                    | 4                                    | 6                                    | 4                                    |
| 총계                          | 12회 진출(12/29)                     | 준우승(1회)                          | 43                                   | 12                                   | 16                                   | 15                                   | 59                                   | 63                                   | 52                                   |
| 순위                          | 아프리카 네이션스컵 역대 순위 : 14위 | 아프리카 네이션스컵 역대 순위 : 14위 | 아프리카 네이션스컵 역대 순위 : 14위 | 아프리카 네이션스컵 역대 순위 : 14위 | 아프리카 네이션스컵 역대 순위 : 14위 | 아프리카 네이션스컵 역대 순위 : 14위 | 아프리카 네이션스컵 역대 순위 : 14위 | 아프리카 네이션스컵 역대 순위 : 14위 | 아프리카 네이션스컵 역대 순위 : 14위 |

### 아프리카 네이션스컵(예선)
| 아프리카 네이션스컵 예선 기록 | 아프리카 네이션스컵 예선 기록 | 아프리카 네이션스컵 예선 기록 | 아프리카 네이션스컵 예선 기록 | 아프리카 네이션스컵 예선 기록 | 아프리카 네이션스컵 예선 기록 | 아프리카 네이션스컵 예선 기록 | 아프리카 네이션스컵 예선 기록 |
| 년도                          | 경기                          | 승                            | 무*                           | 패                            | 득점                          | 실점                          | 승점                          |
| ----------------------------- | ----------------------------- | ----------------------------- | ----------------------------- | ----------------------------- | ----------------------------- | ----------------------------- | ----------------------------- |
| 1957년                        | 독립 이전                     | 독립 이전                     | 독립 이전                     | 독립 이전                     | 독립 이전                     | 독립 이전                     | 독립 이전                     |
| 1959년                        | 없음                          | 없음                          | 없음                          | 없음                          | 없음                          | 없음                          | 없음                          |
| 1962년                        | 없음                          | 없음                          | 없음                          | 없음                          | 없음                          | 없음                          | 없음                          |
| 1963년                        | 2                             | 1                             | 1                             | 0                             | 3                             | 2                             | 4                             |
| 1965년                        | 4                             | 2                             | 0                             | 2                             | 6                             | 6                             | 6                             |
| 1968년                        | 5                             | 2                             | 1                             | 2                             | 10                            | 8                             | 7                             |
| 1970년                        | 4                             | 2                             | 2                             | 0                             | 10                            | 5                             | 8                             |
| 1972년                        | 4                             | 1                             | 2                             | 1                             | 2                             | 3                             | 5                             |
| 1974년                        | 2                             | 0                             | 2                             | 0                             | 3                             | 3                             | 2                             |
| 1976년                        | 4                             | 3                             | 1                             | 0                             | 11                            | 4                             | 10                            |
| 1978년                        | 4                             | 3                             | 0                             | 1                             | 8                             | 5                             | 9                             |
| 1980년                        | 4                             | 2                             | 0                             | 2                             | 8                             | 7                             | 6                             |
| 1982년                        | 2                             | 0                             | 2                             | 0                             | 3                             | 3                             | 2                             |
| 1984년                        | 2                             | 0                             | 0                             | 2                             | 0                             | 3                             | 0                             |
| 1986년                        | 2                             | 0                             | 1                             | 1                             | 2                             | 5                             | 1                             |
| 1988년                        | 4                             | 2                             | 1                             | 1                             | 3                             | 5                             | 7                             |
| 1990년                        | 2                             | 0                             | 1                             | 1                             | 1                             | 4                             | 1                             |
| 1992년                        | 6                             | 2                             | 2                             | 2                             | 5                             | 5                             | 8                             |
| 1994년                        | 5                             | 1                             | 4                             | 0                             | 5                             | 4                             | 7                             |
| 1996년                        | 10                            | 5                             | 2                             | 3                             | 17                            | 9                             | 17                            |
| 1998년                        | 3                             | 2                             | 0                             | 1                             | 2                             | 1                             | 6                             |
| 2000년                        | 4                             | 1                             | 1                             | 2                             | 3                             | 5                             | 4                             |
| 2002년                        | 2                             | 1                             | 1                             | 0                             | 4                             | 2                             | 4                             |
| 2004년                        | 6                             | 4                             | 0                             | 2                             | 10                            | 3                             | 12                            |
| 2006년                        | 12                            | 7                             | 2                             | 3                             | 20                            | 13                            | 23                            |
| 2008년                        | 6                             | 3                             | 2                             | 1                             | 10                            | 3                             | 11                            |
| 2010년                        | 12                            | 4                             | 2                             | 6                             | 16                            | 19                            | 14                            |
| 2012년                        | 6                             | 4                             | 2                             | 0                             | 13                            | 5                             | 14                            |
| 2013년                        | 2                             | 1                             | 0                             | 1                             | 1                             | 2                             | 3                             |
| 2015년                        | 6                             | 3                             | 1                             | 2                             | 10                            | 8                             | 10                            |
| 2017년                        | 6                             | 2                             | 2                             | 2                             | 5                             | 5                             | 8                             |
| 2019년                        | 6                             | 3                             | 3                             | 0                             | 8                             | 4                             | 12                            |
| 합계                          | 137                           | 61                            | 38                            | 38                            | 199                           | 151                           | 221                           |

## 하계 올림픽
| 올림픽 축구 기록 | 올림픽 축구 기록 | 올림픽 축구 기록 | 올림픽 축구 기록 | 올림픽 축구 기록 | 올림픽 축구 기록 | 올림픽 축구 기록 | 올림픽 축구 기록 | 올림픽 축구 기록 | 올림픽 축구 기록 |
| 년도             | 결과             | 순위             | 경기             | 승               | 무*              | 패               | 득점             | 실점             | 승점             |
| ---------------- | ---------------- | ---------------- | ---------------- | ---------------- | ---------------- | ---------------- | ---------------- | ---------------- | ---------------- |
| 1964년           | 불참             | 불참             | 불참             | 불참             | 불참             | 불참             | 불참             | 불참             | 불참             |
| 1968년           | 조별리그         | 11위             | 3                | 1                | 0                | 2                | 4                | 9                | 3                |
| 1972년           | 진출 실패        | 진출 실패        | 진출 실패        | 진출 실패        | 진출 실패        | 진출 실패        | 진출 실패        | 진출 실패        | 진출 실패        |
| 1976년           | 진출 실패        | 진출 실패        | 진출 실패        | 진출 실패        | 진출 실패        | 진출 실패        | 진출 실패        | 진출 실패        | 진출 실패        |
| 1980년           | 진출 실패        | 진출 실패        | 진출 실패        | 진출 실패        | 진출 실패        | 진출 실패        | 진출 실패        | 진출 실패        | 진출 실패        |
| 1984년           | 진출 실패        | 진출 실패        | 진출 실패        | 진출 실패        | 진출 실패        | 진출 실패        | 진출 실패        | 진출 실패        | 진출 실패        |
| 1988년           | 진출 실패        | 진출 실패        | 진출 실패        | 진출 실패        | 진출 실패        | 진출 실패        | 진출 실패        | 진출 실패        | 진출 실패        |
| 1992년           | 진출 실패        | 진출 실패        | 진출 실패        | 진출 실패        | 진출 실패        | 진출 실패        | 진출 실패        | 진출 실패        | 진출 실패        |
| 1996년           | 진출 실패        | 진출 실패        | 진출 실패        | 진출 실패        | 진출 실패        | 진출 실패        | 진출 실패        | 진출 실패        | 진출 실패        |
| 2000년           | 진출 실패        | 진출 실패        | 진출 실패        | 진출 실패        | 진출 실패        | 진출 실패        | 진출 실패        | 진출 실패        | 진출 실패        |
| 2004년           | 진출 실패        | 진출 실패        | 진출 실패        | 진출 실패        | 진출 실패        | 진출 실패        | 진출 실패        | 진출 실패        | 진출 실패        |
| 2008년           | 진출 실패        | 진출 실패        | 진출 실패        | 진출 실패        | 진출 실패        | 진출 실패        | 진출 실패        | 진출 실패        | 진출 실패        |
| 2012년           | 진출 실패        | 진출 실패        | 진출 실패        | 진출 실패        | 진출 실패        | 진출 실패        | 진출 실패        | 진출 실패        | 진출 실패        |
| 2016년           | 진출 실패        | 진출 실패        | 진출 실패        | 진출 실패        | 진출 실패        | 진출 실패        | 진출 실패        | 진출 실패        | 진출 실패        |
| 합계             | 1회 진출(1/14)   | 조별리그(1회)    | 3                | 1                | 0                | 2                | 4'               | 9                | 3                |

## 주요 선수
- 나뷔 케이타
- 이시아가 실라
- 이브라히마 콩테
- 모하메드 야타라
- 소리 상콩
- 사디오 디알로
- 프랑수아 카마노
- 나뷔 야타라
- 라스 방구라
- 이브라히마 트라오레
- 이드리사 실라

## 역대 감독
| 감독              | 임기        |
| ----------------- | ----------- |
| 미하일로 포멘코   | 1994        |
| 브뤼노 메취       | 2000        |
| 루이스 페르난데스 | 2015 ~ 2016 |
| 디디에 시스       | 2019 ~ 2021 |